# Josep Munné i Sampere
Josep Munné i Sampere, né à Igualada le 16 février 1926 et mort le 29 novembre 1978 dans cette même ville, est un joueur de football catalan, actif dans les années 1940 et 1950, sous la dictature franquiste.
Il est le père de l'acteur Pep Munné.

## Biographie
Natif de la ville catalane d'Igualada, il commence sa carrière à l'UE Sant Andreu en 1944. En 1946, il rejoint le RCD Espanyol, disputant 6 matches de Liga. Il est transféré en1948 à l'EC Granollers, avant d'intégrer en février 1950 le RCD Mallorca, qui évolue à cette époque en 2e division. Il rejoint ensuite d'autres clubs, comme le Real Valladolid, l'Algeciras CF, le CD La Cava, le Terrassa FC, puis le CD Tenerife en 1954.
Il termine sa carrière à Granollers en 1956.
Il décède prématurément dans sa ville natale d'Igualada en 1978, à l'âge de 52 ans.